# Baške Oštarije
Baške Oštarije falu Horvátországban, Lika-Zengg megyében. Közigazgatásilag Karlobaghoz tartozik.

## Fekvése
Gospićtól légvonalban 16 km-re, közúton 20 km-re nyugatra, Karlobagtól légvonalban 8 km-re, közúton 19 km-re keletre a Velebit-hegységben, a 25-ös számú főút mentén fekszik. Településrészei: Raketa, Ripište, Stupačinovo, Takalice és Prpić polje.

## Története
A település fejlődése a Velebiten átvezető, Gospićot Karlobaggal összekötő Tereziana út építésével kezdődött, melynek Karlobagtól Brušaneig tartó szakasza 1784 és 1786 között épült. A második útépítés 1844 és 1851 között folyt Josip Kajetan Knežić vezetésével, aki még a munkálatok befejezése előtt meghalt. Munkáját fő segítője Simo Kekić fejezte be, ezért az újabb karlobagi utat Knežić - Kekićeva útnak is nevezték. Rekonstrukciója 1964 és 1968 között történt, amikor aszfaltburkolatot kapott. A falunak 1900-ig Oštarije volt a neve. Sarlós Boldogasszony plébániáját 1820-ban alapították, Szent Erzsébet templomát 1855-ben építették. 1857-ben 213, 1910-ben 413 lakosa volt. A trianoni békeszerződésig Lika-Korbava vármegye Gospići járásához tartozott. Ezt követően előbb a Szerb-Horvát-Szlovén Királyság, majd Jugoszlávia része lett. A második világháború idején 1943 tavaszán olasz bombatámadás érte a települést, melynek során a templom is találatot kapott. Romjai között egy nagy fa nőtt. Az újjáépítés 1987-ben kezdődött az új plébánia építésével. Közvetlenül a honvédő háború kezdete előtt a templom is tető alá került, elkészültek az új oltárok és a festett üvegablakok. A településnek 2011-ben 27 lakosa volt.

## Lakosság
| Lakosság változása | Lakosság változása | Lakosság változása | Lakosság változása | Lakosság változása | Lakosság változása | Lakosság változása | Lakosság változása | Lakosság változása | Lakosság változása | Lakosság változása | Lakosság változása | Lakosság változása | Lakosság változása | Lakosság változása | Lakosság változása |
| ------------------ | ------------------ | ------------------ | ------------------ | ------------------ | ------------------ | ------------------ | ------------------ | ------------------ | ------------------ | ------------------ | ------------------ | ------------------ | ------------------ | ------------------ | ------------------ |
| 1857               | 1869               | 1880               | 1890               | 1900               | 1910               | 1921               | 1931               | 1948               | 1953               | 1961               | 1971               | 1981               | 1991               | 2001               | 2011               |
| 213                | 234                | 296                | 294                | 365                | 413                | 397                | 346                | 320                | 289                | 195                | 129                | 76                 | 48                 | 30                 | 27                 |

## Nevezetességei
- Szent Erzsébet tiszteletére szentelt templomát 1855-ben építették. A II. világháborúban egy olasz légitámadás súlyosan megrongálta. 1988-ban és 1989-ben osztrák szakemberekkel együttműködve alaposan átépítették. A templom a falu főutcája mentén, egy enyhe dombon található. Egyhajós, téglalap alaprajzú épület, amelynek főhomlokzata déli irányban helyezkedik el egy valamivel keskenyebb, félköríves szentéllyel, a szentélytől nyugatra található sekrestyével és a főhomlokzat feletti harangtoronnyal. A Szent Erzsébet plébániát 1822-ben alapították.[5]
- A Velebiten átvezető út építése emlékére 1846-ban az építés vezetője Josip Knežić a falu határában levő Stara vrata, vagy más néven Ura-hágón egy kocka alakú emlékművet helyeztetett el. Az 1,25 méter él hosszúságú kocka négy kőgúlán nyugszik. Az emlékműhöz 33 lépcsőfok vezet. A "Kubus" tulajdonképpen az út Oštarijáig tartó részének befejezésére készült, a teljes Karlobagig vezető út csak 1851-re készült el. A kockát tartó gúlákat 2003-ban rossz állapotuk miatt kicserélték. Az emlékműtől nagyszerű kilátás nyílik a Velebit környező hegyeire, valamint a másik irányban a közeli tengerpartra és szigetekre.[6]
- A karlobagi úton az építés emlékére 1845-ben Knežić egy forrást is kiépíttetett, mely fölé faragott kövekből obeliszket emeltetett. A forrás a falu felett, a templomtól mintegy 100 méterre Gospić irányában található. A forrást a nép Izvor plodnostinak, azaz a termékenység forrásának nevezi. Az obeliszk magassága 5 méter, szélessége 0,75 méter. Nyáron sem apad el, egész évben friss forrásvíz folyik belőle. Az emlékművön a következő felirat látható „FERDINANDUS I AUST.IMP. MDCCCXLV” (azaz I. Ferdinánd osztrák császár 1845). A második és harmadik oldalon ugyanez a felirat németül látható.[7]